# Caxias (cráter)
Caxias es un cráter de impacto del planeta Marte situado al este del cráter Izendy y al noreste de Dinorwic, a 29.3° sur y 100.8º oeste. El impacto causó un boquete de 25 kilómetros de diámetro llegando a una profundidad de 600 metros. El nombre fue aprobado en 1991 por la Unión Astronómica Internacional, haciendo referencia a una localidad de Brasil llamada Duque de Caxias.
Según los datos de la agencia científica United States Geological Survey, la edad de dicha zona y alrededores estaría comprendida entre los 3,8 y 1,8 billones de años atrás, entre la Era Noeica y la Era Hespérica.